# Ludwig Friedländer
Ludwig Heinrich Friedländer (16. juli 1824 i Königsberg – 16. december 1909 i Strassburg) var en tysk klassisk filolog.
I sine yngre år beskæftigede Friedländer, der var professor ved universitetet i Königsberg 1858—92, sig med Homerkritik (Die Homerische Kritik von Wolf bis Grote 1853; Analecta Homerica 1859); senere blev Roms kulturhistorie i kejsertiden hans egentlige arbejdsfelt. Hans hovedværk er Darstellungen aus der Sittengeschichte Roms (8 bind, 8. udgave 1910). Hertil slutter sig blandt andet en udgave af Martial (2 bind, 1886), af Petronius (1891), og af Juvenal (1895).